# El Portajuelo
El Portajuelo fue una aldea de la Comunidad de Teruel perteneciente a la Sexma del Campo de Visiedo y que se halla situada en el actual término municipal de Escorihuela.

## Historia
En 1280 la iglesia de El Portajuelo pertenecía a la Orden del Temple. En 1495 pertenecía a la Sobrecollida de Montalbán y en 1646 a la Vereda de Montalbán. Actualmente es una masía.

## Toponimia
Una de las primeras menciones a la localidad la nombra como Porto de Scuriola (forma latinizada de "Puerto de Escorihuela"), en un texto de 1212 de concordia entre el obispo de Zaragoza y el capítulo eclesiástico de Teruel sobre el pago de diezmos:

Similiter ecclesie sancti Andree et sancti Jacobi accipiant eodem modo imperpetuum omnia jura de fenollosa, Aguilar, fontis calentis, bonnia, Cabdet, Covas laboratas, Villalbella, Concut, Gasconella, Castro albo, Cubla, Porto de Scuriola, Casadon, ffuentferrada, Gazappos de Xiarc, Galb, Val de conillos et Rambla.

Se escribe Portixuelos en Rationes decimarum Hispaniae (1279-80):

Alfambra, Scorivuela, Portixuelos, Orrios, Perales, Canmanas, Rodiela, Mienta, Celadas, Templi sunt

En la versión del "Fuero de Teruel" de 1565 transcrita por Gil de Luna y impresa en Valencia se escribe El Portijuelo.
El topónimo Portajuelo tiene muchas variantes en el este de la península ibérica, como Portichuelo, (en catalán portitxol). En la Comunidad de Albarracín hay un Portachuelo que en 1340 se transcribía Portexuelo con x, que probablement represente el sonido j, a al igual que El Portichuelo de Orich de la Comunidad de Daroca.